# 부이비하오
부이비하오(베트남어: Bùi Vĩ Hào, 2003년 2월 24일 ~ )는 베트남의 프로 축구 선수로, 현재 V리그 1의 베카멕스 빈즈엉 FC와 베트남 축구 국가대표팀 소속으로 활동하고 있다.